# Luo Guanzhong
Luo Guanzhong (ur. ok. 1330, zm. ok. 1400) – chiński prozaik, dramaturg i poeta.
Jego twórczość przypada na schyłkowy okres dynastii Yuan i początek epoki Ming. Był autorem kilkudziesięciu utworów literackich, m.in. Opowieści z końca dynastii Tang i epoki Pięciu Dynastii (Can Tang Wudai Shi Yanzhuan, 残唐五代史演義), Upadek dynastii Tang (Sui Tang Zhizhuan, 隋唐志傳) czy Trzej Sui zwyciężają czary (Sansui Pingyao Zhuan, 三遂平妖传). Zredagował także przypisywane Shi Nai’anowi Opowieści znad brzegów rzek.
Jego najbardziej znanym dziełem są jednak Opowieści o Trzech Królestwach (Sānguó Yǎnyì, 三國演義), powieść historyczna na kanwie kronik historycznych, której akcja umieszczona została w Epoce Trzech Królestw (220-280). W tym rozbudowanym kompozycyjnie utworze Luo w tle rzeczywistych wydarzeń opisał losy kilkuset różnych postaci.